# Мальприми (кратер)
Мальприми (англ. Malprimis) — 377-километровый ударный кратер на Япете (спутнике Сатурна), расположенный в Области Кассини. Координаты центра — 15°12′ ю. ш. 118°12′ з. д. / 15,2° ю. ш. 118,2° з. д.. Является пятым по величине кратером на Япете, после кратеров Тургис, Анжелье, Жерен и Фальзарон, несмотря на это он входит в число крупнейших ударных кратеров Солнечной системы. Кратер Мальприми назван именем одного из персонажей французского эпоса «Песнь о Роланде».